# Colli del Trasimeno rosso
Il Colli del Trasimeno rosso è un vino DOC la cui produzione è consentita nella provincia di Perugia.

## Caratteristiche organolettiche
- colore: rosso rubino
- odore: vinoso fruttato
- sapore: asciutto armonico

## Produzione
Provincia, stagione, volume in ettolitri
- Perugia  (1990/91)  12615,25
- Perugia  (1991/92)  8322,03
- Perugia  (1992/93)  5657,73
- Perugia  (1993/94)  6021,77
- Perugia  (1994/95)  5793,0
- Perugia  (1995/96)  4911,06
- Perugia  (1996/97)  5226,27